# Hălmagiu
Hălmagiu is een Roemeense gemeente in het district Arad.

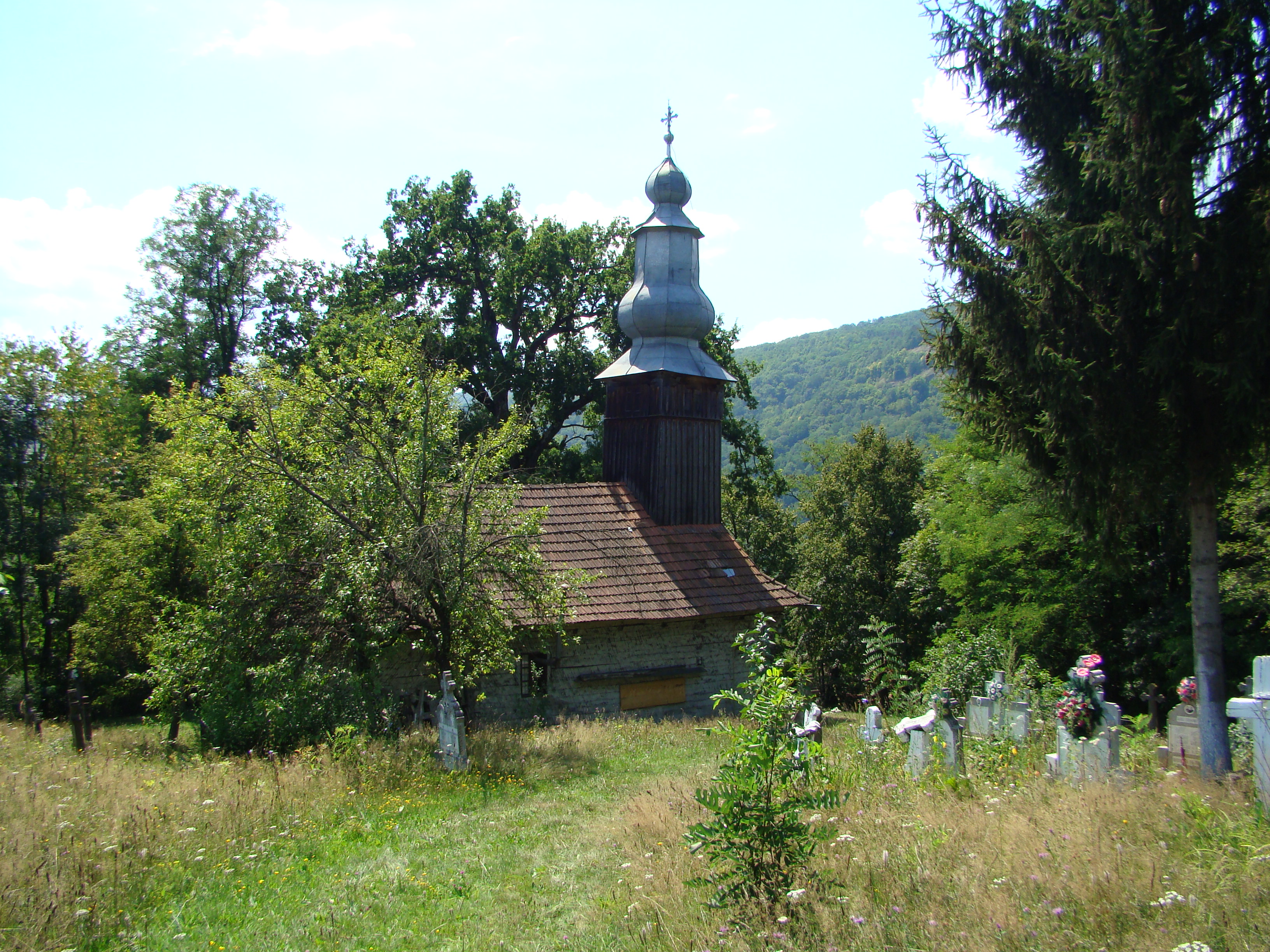
Hălmăgel

Hălmagiu telt 3250 inwoners.